# لايفن كورزاوا
لايفن كورازاوا (بالفرنسية: Layvin Kurzawa)‏ وهو لاعب كرة قدم فرنسي في مركز الظهير الأيسر ولد في يوم 4 سبتمبر 1992 في مدينة فريجوس في فرنسا وكان يلعب مع نادي باريس في فرنسا كما لعب مع نادي أيكس ومع نادي فريجوس ويبلغ طول اللاعب 181 سم، كما لعب مع منتخب فرنسا تحت 21 سنة ومنتخب فرنسا.

## روابط خارجية
- لايفن كورزاوا على موقع الاتحاد الأوربي (الإنجليزية)
- لايفن كورزاوا على موقع رابطة كرة القدم الفرنسية للمحترفين (الإنجليزية)
- لايفن كورزاوا على موقع إي إس بي إن إف سي (الإنجليزية)
- لايفن كورزاوا على موقع قاعدة بيانات كرة القدم.إي يو (الإنجليزية)
- لايفن كورزاوا على موقع ليكيب (الفرنسية)
- لايفن كورزاوا على موقع ناشيونال فوتبول تيمز (الإنجليزية)
- لايفن كورزاوا على موقع Soccerbase.com (لاعب) (الإنجليزية)
- لايفن كورزاوا على موقع Soccerway.com (الإنجليزية)
- لايفن كورزاوا على موقع عالم كرة القدم.نت (الإنجليزية)
- لايفن كورزاوا على موقع كووورة